# Real Tamale United
Real Tamale United, auch als RTU bekannt, ist ein ghanaischer Fußballverein aus Tamale, der seit dem Wiederaufstieg 2021 wieder in der Ghana Premier League, spielt. In der Saison 2022–23 war es das einzige Team aus dem Norden des Landes in der höchsten Liga.
Der 1978 gegründete Verein stand bereits drei Mal im ghanaischen Pokalfinale, konnte allerdings bisher keines der Finalendspiele gewinnen. Die in den Vereinsfarben schwarz und weiß auflaufende Mannschaft trägt ihre Heimspiele im 21.017 Zuschauer fassenden Tamale-Stadion aus. Bekanntester ehemaliger Spieler ist Abédi Pelé, der auch in Deutschland beim TSV 1860 München spielte.
Gründungsmitglied war der amtierende Vizepräsident Ghanas, Aliu Mahama.

## Erfolge
- Ghanaischer Pokalfinalist: 1981, 1986, 1998[2]